# Pałac w Żerkowie
Pałac w Żerkowie – wybudowany w 1791 r. w Żerkowie.

## Położenie
Pałac położony jest we wsi  w Polsce, w województwie dolnośląskim, w powiecie wołowskim, w gminie Brzeg Dolny.

## Historia
Obiekt jest częścią zespołu pałacowego, w skład którego wchodzi jeszcze park leśny z XIX w.
Pałac z 1791 r. barokowy, rozbudowany w XIX w., trzyskrzydłowy, na rzucie „C”, jednopiętrowy, podpiwniczony, murowany, tynkowany, na cokole z kamienia polnego i cegły. Dach na korpusie czterospadowy łamany, na skrzydłach trójspadowe, owalne lukarny. Gzyms międzykondygnacyjny i wieńczący. Część otworów obramowana. W fasadzie klasycystyczny portyk na jońskich kolumnach, zwieńczony tympanonem, ze sztucznego kamienia. Strop nad piwnicą i parterem żelbetonowy, nad piętrem drewniany. Obiekt zdewastowany, obecnie trwa remont.
Oficyna dworska z poł. XVIII w., przebudowana w pocz. XX w., jednopiętrowa z mieszkalnym poddaszem, murowana, tynkowana. Dach dwuspadowy, wystające mury szczytowe. Dawny spichlerz z pocz. XX w., dziś budynek mieszkalno-gospodarczy, jednopiętrowy, z dwoma kondygnacjami strychu, murowany, tynkowany, dach dwuspadowy ze szczelinami, wystające mury szczytowe. Obora z częścią mieszkalną z pocz. XX w., murowana, tynkowana. Dach dwuspadowy z prostymi lukarnami pod daszkami pulpitowymi, z wystającymi murami ogniowymi. Stodoła z pocz. XX w., murowana, dach dwuspadowy. Budynek mieszkalno-gospodarczy z pocz. XX w., parterowy, murowany, tynkowany, dach dwuspadowy z wystającymi murami ogniowymi. Gzyms międzykondygnacyjny i podokapowy.
Park o pow. ok. 4 ha, założony ok. 1840 r., z zachowaniem wcześniejszej alei lipowej prowadzącej w kierunku sąsiedniego wzgórza. Drzewa w wieku ponad 200 lat i późniejsze dosadzania. W drzewostanie parku: buk pospolity, dąb szypułkowy, głóg jednoszyjkowy, grusza, jesion wyniosły, kasztanowiec biały, klon jawor i pospolity, lipa drobnolistna, olsza czarna, robinia akacjowa, sosna wejmutka, świerk pospolity, topola biała, wierzba biała.
Obok pałacu rośnie lipa drobnolistna w wieku ok. 350 lat, o obw. 620 cm, wys. 25 m. W parku rośnie buk pospolity w wieku ok. 150 lat o obw. 375 cm, wys. 27 m.